# Bunte Ochsenzunge
Die Bunte Ochsenzunge (Anchusella variegata), auch Buntes Ochsenzünglein genannt, ist eine Pflanzenart aus der Gattung Anchusella innerhalb der Familie der Raublattgewächse (Boraginaceae).

## Beschreibung

### Vegetative Merkmale
Die Bunte Ochsenzunge ist eine einjährige krautige Pflanze, die Wuchshöhen von 10 bis 50 Zentimetern erreicht. Der feinwärzliche und borstige Stängel ist niederliegend oder aufsteigend.
Die Laubblätter sind auffällig mit langen Borstenhaaren und kleinen weißlichen Höckern, Warzen besetzt. Die wechselständigen Laubblätter sind sitzend und halbstängelumfassend. Die einfache Blattspreite ist bei einer Länge von 3 bis 10 Zentimetern sowie einer Breite von 0,5 bis 2 Zentimetern länglich bis eiförmig oder verkehrt-eiförmig. Der Blattrand ist ausgeschweift gezähnt.

### Generative Merkmale
Die Blütezeit reicht von Februar bis Mai. Der endständige Blütenstand ist ein dichter Doppelwickel.
Die relativ kleinen, zwittrigen Blüten sind fünfzählig mit doppelter Blütenhülle. Die fünf stachelborstigen Kelchblätter sind nur an ihrer Basis verwachsen und die fünf Kelchzipfel sind schmal und spitz. Die Blütenkrone ist weiß oder blass purpurfarben, sie wird später blass-blau mit rötlich-violetten Flecken. Die röhrige Blütenröhre ist leicht gebogen, der Saum ist schief und endet mit fünf etwas ungleichen Kronlappen. Die Kronzipfel mit Schlundschuppen sind etwa so lang wie der Kelch. Es sind nur zwei fertile Staubblätter und drei kleine Staminodien vorhanden. Der Fruchtknoten ist oberständig. Das obere Ende des Griffels und spitz und er endet in einer zweilappigen Narbe.
Die Klausen (Nüsschen) sind zwischen den Hauptnetzadern glatt.
Die Chromosomenzahl beträgt 2n = 16.

## Vorkommen
Die Bunte Ochsenzunge kommt in Griechenland, auf Kreta und auf Inseln in der Ägäis vor. Sie gedeiht auf Kalkfelsen, im Kalkschutt, in trockenen Grasfluren und an Wegrändern.

## Taxonomie
Die Erstveröffentlichung erfolgte 1753 unter dem Namen (Basionym) Lycopsis variegata durch Carl von Linné in Species Plantarum, Tomus I, S. 138. Die Neukombination zu Anchusa variegata (L.) Lehm. wurde 1818 durch Johann Georg Christian Lehmann in Pl. Asperif. Nucif., S. 223 veröffentlicht. Sie wurde 1997 durch M. Bigazzi, E. Nardi, Federico Selvi als Anchusella variegata Bigazzi, E.Nardi & Selvi in Anchusella, a new genus of Boraginaceae from the Central-Eastern Mediterranean. In: Plant Systematics and Evolution, Volume 205, Issue 3–4, S. 254 in die Gattung Anchusella Bigazzi, E.Nardi & Selvi gestellt. Weitere Synonyme für Anchusella variegata Bigazzi, E.Nardi & Selvi sind: Anchusa aegyptica Maly ex Nyman, Anchusa perlata Lam., Lycopsis bullata Cirillo, Lycopsis sanguinolenta Herb.